# Receptor de TGF-beta 3
El betaglicano también conocido como receptor del factor de crecimiento transformante beta 3 (TGFBR3), es un receptor de la proteína TGF beta 3 codificado en humanos por el gen supresor tumoral HGNC TGFBR3 . Es una proteína transmembrana con un peso molecular >300 kDa. El receptor de TGF-beta 2 pertenece a la familia de las serina/treonina proteína cinasas y a la subfamilia de receptores TGF-beta que protruyen a la superficie celular. Está compuesto por cadenas de condroitín sulfato y heparán sulfato. El receptor forma un complejo heterodimérico con varios miembros de la superfamilia TGF-beta por intermedio de su núcleo proteico. Se une además con ciertos TGF-beta por medio de sus cadenas de heparán sulfato.

## Funciones
Se ha demostrado que el receptor del TGF-beta 3 se une a la inhibina, una proteína que inhibe la secreción de una gonadotropina, la hormona foliculoestimulante (FSH). Al hacerlo actúa como antagonista de las señales de la activina disminuyendo la biosíntesis y secreción de la FSH en la regulación del ciclo menstrual.
No tiene funciones directas en la transducción de señal del TGF-beta. Pero cuando se une a otros miembros de la superfamilia TGF-beta, forma complejos receptor/ligando a nivel de la superficie celular cumpliendo una función como reservorio o acaparamiento de ligandos disponibles para los receptores TGF-beta.